# نوط قمع العصيان في الشمال
نوط قمع العصيان في الشمال  هو أحد الانواط العسكرية العراقية، منح النوط للضباط والأئمة ونواب الضباط وضباط الصف والجنود الذين ساهموا في قمع العصيان في كل حركة من الحركات الفعلية التي وقعت في الشمال وللشرطة النظامية وغير النظامية ولكل من ساهم فعلا في الحركات المذكورة من المدنيين .

## الوصف
يتألف النوط وشريطه كما يلي :
أ – الشريط :شقة من الحرير طولها 5,4 سم وعرضها 6,3 سم مقسمة إلى (6) أقسام متساوية طول كل قسم (6 ملم) ألوانه من اليمين (الأزرق الفاتح . الأبيض . الأسود . الأصفر . الرمادي . البنفسجي) . وهي ألوان الفرق وقيادة القوة الجوية التي اشتركت في قمع العصيان في الشمال .
ب – النوط : يتألف من قرص نحاسي دائري بقطر 4 سم يتوسطه تشابك يدين ترمزان إلى وحدة العراق تعلوهما سلسلة جبال باللون الأخضر وقممها باللون الأبيض ترمز إلى منطقة حركات الشمال ويكتب بالخط الكوفي الأسود (الجمهورية العراقية) في القسم العلوي من القرص في داخل شريط نحاسية اللون وتتصل نهايتها بقوس أزرق اللون يرمز إلى نهري دجلة والفرات يكتب خلف النوط العبارة التالية :“نوط قمع العصيان في الشمال”. 